# Pere Armengou i Manso
Pere Armengou i Manso (Manresa 1854 - 1909) fou alcalde de Manresa per la Lliga.
Ocupà els càrrecs de vicepresident de la Cambra de Comerç i Indústria de Manresa, president de la comissió de la policia local i primer tinent d'alcalde i finalment, fins a la seva mort, alcalde de la ciutat de Manresa.
L'any 1848, el seu pare Jaume Armengou i Orriols, ferrer i moliner de l'alt Berguedà, es va instal·lar de ferreter a la plaça de l'Hospital. L'any 1860 es van traslladar al carrer de Sobrerroca núm. 27, on es va produir el fort creixement del negoci amb la col·laboració dels seus fills.
Durant el seu mandat es va fer l'escorxador, l'acabament del carrer del Bruc, la concessió de l'institut i el projecte de prolongació del Passeig de Manresa.